# Pentaceras australis
Pentaceras es un género monotípico de plantas  perteneciente a la familia Rutaceae. Su única especie:  Pentaceras australis, es originaria de Australia.

## Descripción
Es un árbol que alcanza un tamaño de hasta 25 metros de altura. Las hojas en general de 15-50 cm de largo, con 7-17 folíolos, ovadas a lanceoladas, de 3-15 cm de largo, 0.7-6.5 cm de ancho, acuminadas, el ápice acuminado, base fuertemente asimétrica, con los bordes enteros o ligeramente crenados, con numerosos puntos de aceite; pecíolos de 6-25 cm de largo; peciólulos laterales 30-10 mm de largo. La inflorescencia en panícula de muchas flores, muy ramificada. Las flores con olor a miel. Cáliz c. 0,5 mm de largo. Pétalos de 2.5-3 mm de largo, color blanco. 2-5 cm de largo. Es fruto es una sámara, de 1-2 cm de ancho, de color marrón claro a amarillento, rodeado por las alas.

## Distribución y hábitat
Crece en los bosques secos subtropicales de los distritos costeros, a menudo se regeneran libremente después de un aclarado; se encuentran al norte de la R. Richmond en Nueva Gales del Sur y en Queensland.

## Taxonomía
Pentaceras australis fue descrita por (F.Muell.) Benth. y publicado en Flora Australiensis: a description . . . 1: 365, en el año 1863.
Sinonimia
- Cookia australis F.Muell.[3]
- Pentaceras australe (F.Muell.) Hook.f.[4]